# Dysoxylum pettigrewianum
Espèce
Classification phylogénétique
Dysoxylum pettigrewianum est une espèce d'arbres des forêts tropicales de la famille des Meliaceae (famille de l'acajou). On le trouve au Queensland, en Nouvelle-Guinée, aux îles Salomon et en Malaisie. Au Queensland on le trouve de Cooktown au nord à Paluma au sud.
L'espèce a été décrite pour la première fois en 1892 par le botaniste du Queensland Frederick Manson Bailey. Son épithète spécifique honore William Pettigrew.
Connu pour ses contreforts protubérants, il peut atteindre plus de 35 mètres de hauteur. L'écorce verruqueuse est brun foncé, et le bois rouge brun a un parfum agréable. Les feuilles composées ont entre 7 et 15 folioles qui se chevauchent. L'arbre peut être à feuilles caduques dans les hivers secs. Apparaissant en janvier, les petites fleurs jaunes sont en forme de clochette et ont un diamètre d'environ 1,2 cm. Elles sont suivies par les fruits en forme de poire qui contiennent quatre graines et arrivent à maturité en novembre. Les fruits, orange à marron, verruqueux, sont mangés par les casoars et les Stournes luisants et les feuilles par le dendrolague de Lumholtz.
Dysoxylum pettigrewianum pousse en forêt tropicale du niveau de la mer jusqu'à une altitude de 800 m.
Généralement trop volumineux pour les jardins particuliers, Dysoxylum pettigrewianum est approprié pour les parcs et jardins publics, son ombre en faisant un arbre utile. Les jeunes plants ont besoin d'abri et l'espèce préfère un sol bien drainé acide.
- (en) Cet article est partiellement ou en totalité issu de l’article de Wikipédia en anglais intitulé « Dysoxylum pettigrewianum » (voir la liste des auteurs).